# Mirrors (альбом Сандры)
Mirrors — второй студийный альбом немецкой певицы Сандры, выпущенный в октябре 1986 года. Как и первый альбом Сандры (The Long Play), второй альбом имел успех и в чартах достиг 13-го места в Швейцарии, 14-го места в Норвегии, 16-го места в Германии и 40-го места в Швеции.

## Об альбоме
Диск был спродюсирован Михаэлем Крету и Армандом Фолькером и продолжил стиль, ориентированный на синти-поп, представленный в дебютном альбоме Сандры, выпущенном годом ранее. Музыкальный материал был исполнен Крету и аранжирован с использованием таких синтезаторов, как Akai S900, PPG, Linn 9000, Prophet 2002, Oberheim Matrix-12, EMS Vocoder, Yamaha DX7 и Roland Super Jupiter. Помимо Крету в создании песен и записи принимал участие Хуберт Кеммлер, который уже был популярным певцом в Германии под именем Hubert Kah. Большинство текстов песен было написано им в сотрудничестве с музыкантом его группы Клаусом Хиршбургером.
С этого альбома было выпущено четыре сингла. «Innocent Love» стал ведущим синглом и вошёл в десятку лучших во многих европейских странах, за ним последовал «Hi! Hi! Hi!», который смог подняться в десятку лучших в родной для Сандры Германии, а также в Греции и Испании. Баллада «Loreen» и быстрый «Midnight Man» стали третьим и четвёртым синглами альбома соответственно, и оба имели умеренный успех в Европе, войдя в European Hot 100 Singles.
Песня «Don’t Cry (The Breakup of the World)» была написана под впечатлением от Чернобыльской аварии.
Альбом пробился в топ-20 чартов Германии, Швейцарии, Финляндии и Норвегии. По итогам года пан-европейский журнал Music & Media признал Сандру самым успешным немецким исполнителем. К 1992 году запись получила золотую сертификацию во Франции и Швейцарии, а также серебряную в Норвегии.

## Список композиций
| №  | Название                               | Текст песни                      | Музыка                                          | Длительность |
| -- | -------------------------------------- | -------------------------------- | ----------------------------------------------- | ------------ |
| 1. | «The Second Day»                       | инструментальная композиция      | Хуберт Кеммлер, Михаэль Крету, Клаус Хиршбургер | 0:37         |
| 2. | «Don’t Cry (The Breakup of the World)» | Хуберт Кеммлер, Клаус Хиршбургер | Хуберт Кеммлер, Михаэль Крету                   | 4:49         |
| 3. | «Hi! Hi! Hi!»                          | Клаус Хиршбургер, Михаэль Крету  | Хуберт Кеммлер, Михаэль Крету                   | 4:08         |
| 4. | «Midnight Man»                         | Хуберт Кеммлер, Клаус Хиршбургер | Хуберт Кеммлер, Михаэль Крету                   | 3:04         |
| 5. | «You’ll Be Mine»                       | Клаус Хиршбургер, Михаэль Крету  | Хуберт Кеммлер, Михаэль Крету                   | 4:33         |

| №  | Название             | Текст песни                      | Музыка                          | Длительность |
| -- | -------------------- | -------------------------------- | ------------------------------- | ------------ |
| 1. | «Innocent Love»      | Сюзанна Мюллер, Клаус Хиршбургер | Хуберт Кеммлер, Ульрих Гертер   | 5:23         |
| 2. | «Two Lovers Tonight» | Клаус Хиршбургер, Михаэль Крету  | Марк Кассандра, Рейнхард Бессер | 3:45         |
| 3. | «Mirror of Love»     | Хуберт Кеммлер, Клаус Хиршбургер | Хуберт Кеммлер, Михаэль Крету   | 4:13         |
| 4. | «Loreen»             | Франк Петер, Клаус Хиршбургер    | Франк Петер, Михаэль Крету      | 4:17         |

## Участники записи и технический персонал
Приведены по сведениям базы данных Discogs:
- Сандра — ведущий вокал
- Михаэль Крету — продюсирование, музыкальное исполнение и аранжировки, бэк-вокал
- Арманд Фолькер[нем.] — продюсирование
- Хуберт Кеммлер — бэк-вокал
- Петер Риз[англ.] — бэк-вокал
- Тисси Тьерс — бэк-вокал
- Тимоти Тачтон — голос в песне «The Second Day»
- Майк Шмидт — дизайн обложки
- Дитер Эйкельпот — фотография

## Позиции в хит-парадах и уровни продаж
| Хит-парад (1986)                    | Высшая позиция | Длительность пребывания |
| ----------------------------------- | -------------- | ----------------------- |
| Европа (European Top 100 Albums)    | 37             | нет данных              |
| Норвегия (VG-lista)                 | 14             | 3 недели                |
| Финляндия (Suomen virallinen lista) | 15             | 12 недель               |
| ФРГ (Offizielle Top 100)            | 16             | 14 недель               |
| Швейцария (Schweizer Hitparade)     | 13             | 12 недель               |
| Швеция (Sverigetopplistan)          | 40             | 1 неделя                |

| Регион                                                      | Сертификация | Продажи  |
| ----------------------------------------------------------- | ------------ | -------- |
| Франция (SNEP)                                              | Золотой      | 100 000* |
| Швейцария (IFPI Switzerland)                                | Золотой      | 25 000^  |
| ^ Данные о тиражах приведены только на основе сертификации. |              |          |